# Spears (Tribal Tech)
Spears è l'album d'esordio della band statunitense Tribal Tech, pubblicato nel 1985.

## Tracce
1. Caribbean – 8:12
2. Punkin Head – 6:06
3. Ivy Towers – 4:50
4. Tribal – 1:55
5. Spears – 7:10
6. Island City Shuttle – 5:23
7. Snuff – 4:59
8. Kingdom of Dreams – 7:24
9. Big Fun – 7:58